# Vinvaleo di Landévennec

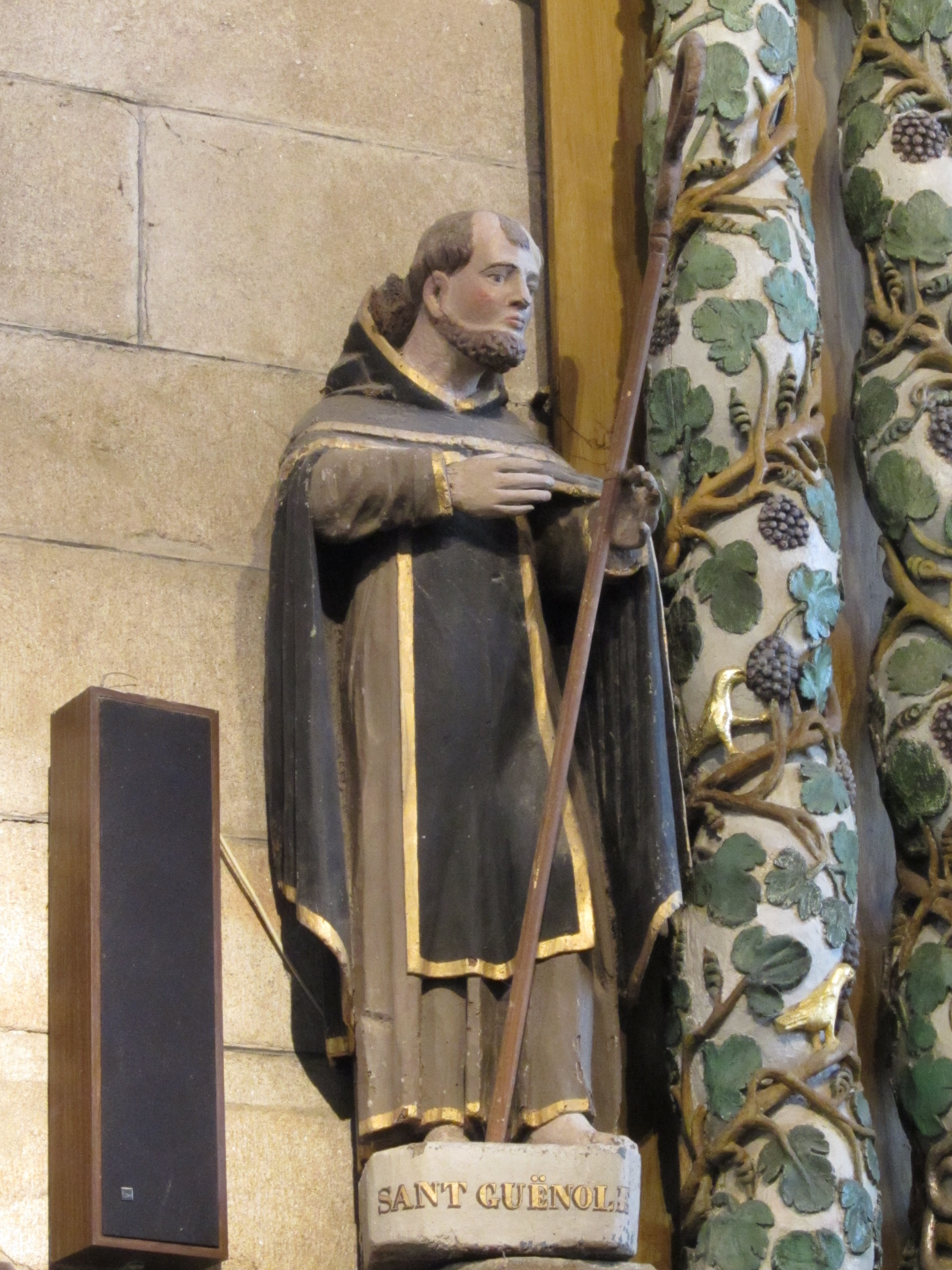
Statua del santo nella chiesa del complesso parrocchiale di Pleyben

San Vinvaleo di Landévennec (Armorica, 460 circa – Landévennec, 3 marzo 532) è stato un abate francese, venerato come santo dalla Chiesa cattolica.

## Biografia
I genitori di Vinvaleo erano Fracan, parente di re Cador di Dumnonia, e Gwen Teirbron, figlia di Budic II di Bretagna. La coppia, con i due figli maggiori Guetnoco e Giacuto, circa a metà del V secolo riparò in Armorica dalla Gran Bretagna a causa dell'invasione dei Sassoni, stabilendosi a Ploufragan: molte fonti fissano quindi in quella regione il luogo di nascita di Vinvaleo, nella stessa Ploufragan oppure a Plouguin. Essendo il terzo figlio che la coppia aveva, i suoi genitori decisero di consacrarlo a Dio. Anni dopo gli sarebbe nata anche una sorella, Creirwy.
Quando Vinvaleo fu grande abbastanza, i genitori lo affidarono al monastero guidato da san Budoc, situato sull'Île Lavret (non lontana da Île-de-Bréhat), dove divenne in seguito superiore di undici monaci. All'età di vent'anni decise di fare un pellegrinaggio verso i luoghi più importanti legati al culto di san Patrizio, ma il santo stesso in sogno gli disse di non intraprendere il viaggio, e di lasciare il monastero dove stava per fondare un altro; Budoc mandò allora con lui i suoi undici sottoposti, ed eressero il monastero presso Châteaulin, sull'isola di Tibidy, nella Rada di Brest. Il tempo avverso e la terra sterile li costrinsero però, nel giro di tre anni, ad abbandonare la struttura e a fondarne un'altra a Landévennec; la terra venne loro donata da Grallo, conte di Cornovaglia.
Le agiografie riportano che Vinvaleo mangiava solo pane nero mischiato con cenere (per la mortificazione personale) e beveva esclusivamente acqua, fatta eccezione durante la Messa. Pregava inoltre solamente in piedi o in ginocchio, mai seduto, e il suo letto era di legno o di sabbia, con un cuscino di pietra: tali privazioni gli avrebbero permesso di compiere vari miracoli. Fra i suoi discepoli si ricordano i santi Balay (o Valay), Martino, Idunet (o Yonnet) e Guenaele, suo successore.

### Morte e culto

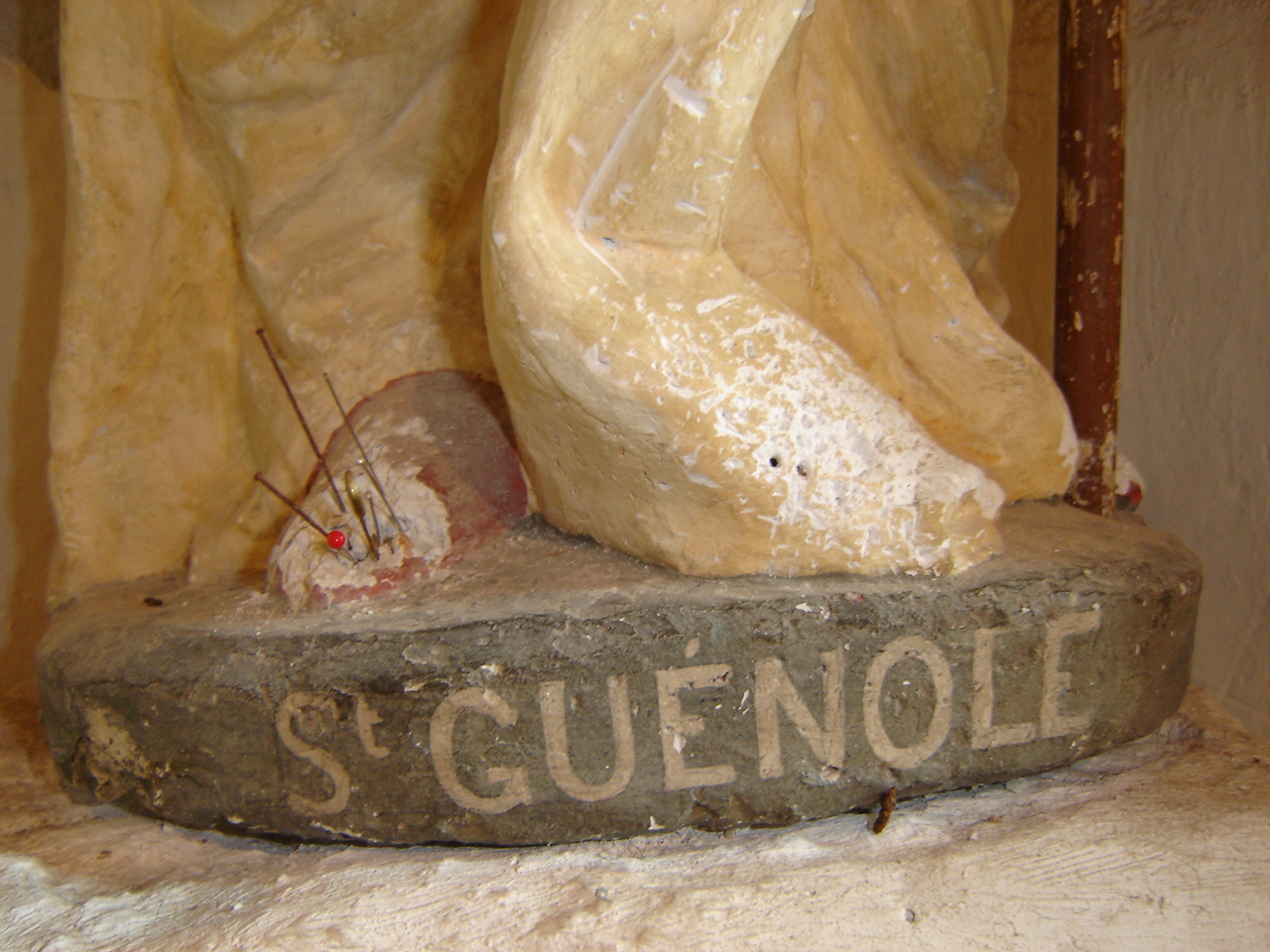
Il piede di una statua del santo in una cappella a Prigny (Loira Atlantica), infilzato di spilli dalle ragazze del luogo che, secondo la tradizione, sperano grazie a ciò di trovare l'anima gemella.

Morì all'Abbazia di Landévennec in età avanzata il 3 marzo, verso l'inizio del VI secolo (forse nel 529, nel 530 o nel 532); dopo il suo decesso si sarebbero verificati numerosi miracoli. Venne sepolto nella chiesa dell'abbazia; essa venne riedificata poco distante in seguito, e le reliquie vennero spostate anch'esse. Le razzie dei Normanni ne causarono poi la dispersione in diversi luoghi; alcune parti sono conservate a Blandinberg (presso Gand), altre nell'abbazia di Montreuil (Diocesi di Laon), altre ancora raggiunsero Montreuil-sur-Mer, dove i monaci di Landévennec trovarono rifugio.
Gli sono dedicate numerose chiese in Cornovaglia, anche di parrocchie anglicane, il che potrebbe indicare che parte delle sue reliquie raggiunsero questi luoghi con le invasioni vichinghe del 913-914.
La sua festa si celebra il 3 marzo, giorno della morte, mentre il 28 febbraio si ricorda la traslazione delle reliquie.

## Nome
Il nome di Vinvaleo conta oltre una cinquantina di varianti. La forma originale è Uinualoë, formata da uuin ("bianco", "puro", imparentato con gwyn) e uual, "coraggioso". In Piccardia si trova nelle forme Vignevaley e Walovay, in Bretagna Vennole e Guignole, in Inghilterra Winwaloe e Winwaloc; forme latinizzate sono Winwallus, Winwalloeus e Winwalœus. Di seguito una lista di alcune delle forme esistenti:
- Bennoc[2][3]
- Guengalaenus[2]
- Guengaloeus[2]
- Guenole[2]
- Guénolé[5]
- Guignole[1]
- Guignolet[5]
- Guingalois[1][2][5]
- Gunnolo[2][3]
- Gunwalloc[3]
- Gwenndo[2]
- Gwennole
- Gweno[2][3]
- Gwenol
- Gwenole[5]
- Ouignoualey[2][3]
- Valois[2][3]
- Vennole[1][2][3]
- Vignevaley[1]
- Vinguavally[2][3]
- Walloy
- Waloi[5]
- Walovay[1]
- Walow[3]
- Waloway[2][3]
- Wingaloeus[2][3]
- Winwalde[2]
- Winwaleo[4]
- Winwalloc[2]
- Winwalloe[2]
- Winwallus[3]
- Winwalloeus
- Winwalœus
- Winwaloc[1]
- Winwaloe[1][2]
- Winwaloi[5]
- Wonnow[2][3]
- Wynolatus[2][3]
- Wynwallow[2][3]